# 保科正貞
保科 正貞（ほしな まささだ）は、上総飯野藩の初代藩主。父は保科正直、母は徳川家康の異父妹多劫姫。保科正光の異母弟、松平忠頼らの異父弟に当たる。

## 生涯
天正16年（1588年）5月21日、保科正直の三男として生まれる。異母兄の正光には実子が無かったため、伯父徳川家康の命で文禄3年（1594年）に養子となり、保科家の後継者とされた。慶長20年（1615年）の大坂夏の陣では本多忠朝に属して出陣し、体に槍や鉄砲傷を4箇所も負う重傷を負ったが、武功を挙げた。
しかし元和3年（1617年）、徳川秀忠の実子（落胤）である保科正之が正光の養子となったため、廃嫡された。元和8年（1622年）には保科家中から逐電、諸国を放浪した後、母方の叔父である伊勢桑名藩主・松平定勝（久松俊勝の三男）のもとに身を寄せた。寛永6年（1629年）に幕臣となり、上総国周淮郡・下総国香取郡の内に3000石を与えられ旗本となった。さらに同10年、上総国望陀郡・安房国長狭郡・近江国伊香郡の内に4000石を加増された。
その後、大坂城や二条城の在番を務め順調に功績を重ねた。慶安元年（1648年）6月26日、大坂定番となり、摂津国有馬郡・河辺郡・能勢郡・豊嶋郡などにおいて1万石を加増されたことから、1万7000石の大名として飯野藩を立藩した。この順調な昇進には、伯父が徳川家康であること、保科正之が正式に秀忠の子と認められたことにより、将来的には松平姓を名乗る可能性が出てきたため（正之自身は辞退したが、子孫は会津松平家となる）に正之に代わって正貞に保科氏正統を継承させるため、第3代将軍・徳川家光（正之の異母兄）の配慮があったのではないか、などとする説がある。のちに正之は正貞に対し、自身が所有していた保科家代々伝来の文物の返還（譲渡）を行っている。
寛文元年（1661年）11月1日に江戸で死去した。享年74。当初は甥で小出吉英の子である保科正英を養子としていたが、のちに廃嫡し、正貞の跡は実子の正景が継いだ。正英は分家して旗本となる。

## 系譜
父母
- 保科正直（実父）
- 長元院 - 久松俊勝の娘（実母）
- 保科正光（養父）

正室
- 盛光院 - 清原枝賢の娘

側室
- 方安院 - 上原氏

子女
- 保科正景（長男） - 生母は方安院（側室）
- 永井尚保正室

養子
- 保科正英 - 小出吉英の三男